# Comedia dramática
La comedia dramática es un estilo de televisión y cine en el cual hay un balance igual o similar entre el contenido humorístico y el dramático.

## Historia

### Teatro
El teatro occidental, comenzando con la antigua Grecia, se dividía entre comedia y tragedia. Una tragedia por lo general terminaba con la muerte o la destrucción del protagonista ficticio o histórico, mientras que una comedia se focalizaba en la vida de personajes pertenecientes a la clase media y baja y terminaba con final feliz. El término "drama" era utilizado para describir toda la acción de una obra. 
A principios del siglo XIX, a medida que las obras teatrales fueron más sutiles y era menos probable que terminasen con muertes múltiples, el término "drama" comenzó a utilizarse para describir obras más sobrias, y la "comedia" comenzó a relacionarse con las obras humorísticas en lugar de todas las que terminasen con final feliz. Desde entonces, los términos se utilizan de manera subjetiva. Escritores como Anton Chejov, George Bernard Shaw y Henrik Ibsen borraron la línea entre la comedia y el drama.

### Televisión
La llegada del radioteatro, el cine y particularmente la televisión realizaron una gran presión en el mercado para definir si un producto era cómico o dramático. Mientras que en el teatro en vivo la diferencia se iba convirtiendo cada vez en algo menos importante, en los medios masivos se esperaba que la comedia y el drama estuviesen claramente divididos. Se esperaba que la comedia, específicamente, mantuviese cierta constancia y no confundiese al espectador con contenido serio. 
A principios de la década de 1960, las cadenas de televisión presentaban series de "comedia" de media hora de duración, o "dramas" de una hora. Las series de media hora debían ser comedias de situación o comedias familiares, y solían emitirse con risas grabadas, ya sean reales o artificiales. Los dramas de una hora de duración incluían géneros tales como series policiales o de detectives, wésterns, ciencia ficción, y, más tarde, novelas. Los programas actuales siguen caracterizándose por su duración y género. 
Mientras que comedias tales como Leave It to Beaver y The Andy Griffith Show ocasionalmente balancearían su humor con momentos más dramáticos y humanísticos, continuaban siendo la excepción a la regla establecida en los años 1960s. Sin embargo, en los Estados Unidos en 1969 comenzaron a emitirse más programas cómicos y dramáticos al mismo tiempo, sin risas artificiales grabadas. En ese momento, fueron conocidas como "comedias dramáticas". La más conocida, por ser una de las primeras, fue Room 222. Más tarde, el crecimiento de esos programas influyó en otras series, como M*A*S*H, One Day at a Time, y Eight Is Enough (la cual era emitida en episodios de una hora con risas grabadas). Estos primeros experimentos también influyeron en la comedia televisiva en general, y más tarde las series (especialmente las comedias familiares) comenzaron a ofrecer más momentos dramáticos y temáticas más serias.  